# Liste des 108 patriotes bas-canadiens traduits en cour martiale
Cette page recense les 108 patriotes bas-canadiens traduits en cour martiale entre le 6 décembre 1838 et le 1er mai 1839, à la suite de la suspension de l'habeas corpus le 8 novembre 1838. Neuf détenus sont acquittés et 99 condamnés à mort. Douze patriotes sont pendus en public entre décembre 1838 et février 1839. 58 des 99 condamnés à mort voient leur sentence commuée en déportation vers l'Australie le 27 septembre 1839. (Graciés en 1843, ils rentrent au pays en 1845.) 29 sont libérés sous condition ou caution.

## Les 58 déportés en Australie

### Saint-Clément
- Michel Alary - Menuisier
- Désiré Bourbonnais - Forgeron
- Jacques Goyette - Cultivateur et maçon
- Joseph Goyette - Charpentier
- André Papineau dit Montigny - Forgeron
- François-Xavier Prévost - Marchand et aubergiste
- Toussaint Rochon - Voiturier et peintre
- Basile Roy - Cultivateur
- Charles Roy dit Lapensée père - Cultivateur
- Joseph Roy dit Lapensée, fils de Louis - Journalier

### L'Acadie
- Théodore Béchard - Propriétaire
- Antoine Coupal dit Lareine - Cultivateur
- Etienne Langlois - Cultivateur

### Sainte-Martine
- Charles Bergevin dit Langevin, père - Cultivateur
- Constant Buisson - Forgeron et huissier
- Ignace-Gabriel Chevrefils - Cultivateur
- Joseph Dumouchel, - Cultivateur - et frère de Louis
- Louis Dumouchel - Aubergiste et cultivateur
- Jean Laberge - Cultivateur et charpentier
- François-Xavier Touchette - Cultivateur et forgeron
- Louis Turcot - Cultivateur

### Napierville
- François Bigonesse dit Beaucaire - Propriétaire
- Louis Defaillette - Cultivateur
- Joseph-David Hébert - Cultivateur
- Joseph-Jacques Hébert - Cultivateur
- Charles Huot - Notaire
- Pierre Lavoie - Cultivateur
- David-Drossin Leblanc - Cultivateur
- Hubert Drossin-Leblanc - Cultivateur
- Joseph Marceau dit Petit-Jacques - Cultivateur et tisserand
- Gabriel-Achille Morin - Marchand (fils de Pierre-Hector)
- Pierre-Hector Morin - Capitaine de vaisseau
- Joseph Paré - Cultivateur

### Terrebonne
- Charles-Guillaume Bouc - Commis
- Edouard-Pascal Rochon - Voiturier et peintre

### Saint-Césaire
- Louis Bourdon - Cultivateur et marchand
- Jean-Baptiste Bousquet - Cultivateur et meunier
- François Guertin - Menuisier et charpentier

### Montréal
- Léandre Ducharme, Commis

### Saint-Timothée
- David Gagnon - Cultivateur et menuisier
- François-Xavier Prieur - Marchand

### Châteauguay
- Louis-Guérin Dussault - Marchand et boulanger
- Joseph Guimond - Cultivateur et charpentier
- François-Maurice Lepailleur - huissier
- Samuel Newcomb - Médecin
- Jean-Louis Thibert - Cultivateur
- Jean-Marie Thibert - Cultivateur
- Jean-Baptiste Trudelle - Cultivateur et menuisier

### Saint-Rémi
- Hippolyte Lanctôt - Notaire
- Louis Pinsonnault - Cultivateur

### Saint-Constant
- Etienne Languedoc - Cultivateur
- Moyse Longtin, fils de Jacques - Cultivateur

### Saint-Philippe
- Pascal Pinsonnault - Cultivateur

### Saint-Edouard
- René Pinsonnault - Cultivateur
- Théophile Robert - Cultivateur

### Saint-Vincent-de-Paul
- Jérémie Rochon - Machiniste

### Alburg, Vermont
- Benjamin Mott - Cultivateur

## Les 26 libérés sous caution
- François Camyré
- Antoine Charbonneau
- Joseph Cousineau
- David Demers
- Paul Gravelle
- Louis Heneault
- Louis Julien
- Joseph L'Écuyer
- Michel Longtin dit Jérôme, fils
- Léon Leclaire
- Charles Mondat
- Clovis Patenaude
- Charles Rapin
- Antoine Roussin, alias Joseph
- Joseph Roy
- François St-Louis
- Thomas Surprenant, dit Lafontaine
- François Surprenant
- François Trepanier, fils
- Édouard Tremblay
- Phillippe Tremblay
- François Vallé
- Bennoni Verdon
- Joseph Wattier dit Lanoie

jean-baptiste proulx, cultivateur et député de nicolet

## Les 12 pendus
- 21 décembre 1838
  - Joseph-Narcisse Cardinal - avocat et député
  - Joseph Duquet - notaire

- 18 janvier 1839
  - Pierre-Théophile Decoigne - hôtelier et notaire
  - François-Xavier Hamelin - cultivateur
  - Joseph-Jacques Robert - cultivateur
  - Ambroise Sanguinet - cultivateur
  - Charles Sanguinet - cultivateur

- 15 février 1839
  - Charles Hindenlang - marchand et officier militaire
  - François-Marie-Thomas Chevalier de Lorimier - notaire
  - François Nicolas[3] - instituteur
  - Amable Daunais - cultivateur
  - Pierre-Rémi Narbonne - peintre et huissier

## Les neuf acquittés
- Jean-Baptiste Dozois, père
- Antoine Doré
- Louis Lesiege, alias Lesage
- Louis Lemelin
- Joseph Longtin
- James Perrigo
- Jacques Robert
- Édouard Therien
- Isidore Tremblay

## Les trois libérés sous condition
- Jean-Baptiste-Henri Brien (se tenir à une distance de 600 miles de la province)
- Antoine Côté (ne pas quitter la province)
- Guillaume Lévesque (quitter la province)